# ۷۷۱ (خورشیدی)
۷۷۱ هفتصد و هفتادمین سال هجری خورشیدی است.